# Тачки 3
«Тачки 3» (англ. Cars 3) — американський 3D комп'ютерно-анімаційний пригодницько-комедійний фільм, знятий Браяном Фі на студії Pixar. Він є продовженням фільмів «Тачки» (2006) і «Тачки 2» (2011). Прем'єра стрічки в Україні відбулася 15 червня 2017 року.

## Сюжет
Під час закінчення одних перегонів Блискавка МакКвін знайомиться з Джексоном Штормом, зарозумілим гонщиком, який є частиною нового покоління, що використовує новітні технології для підвищення продуктивності. Оскільки дедалі більше автомобілів нового покоління починають брати участь у перегонах, інші гонщики поступово йдуть у відставку або звільняються їх спонсорами. Під час фінальних перегонів Блискавка намагається обігнати Джексона, але втрачає контроль і зазнає трощі з перекиданням.
Через чотири місяці Блискавка повертається до Радіаторного Раю і розмірковує про аварію свого покійного наставника Дока Гадсона, який завершив свою кар'єру. Він розповідає своїй подрузі Саллі Каррері, що він не хоче йти на пенсію, як Док, і Блискавка вирішує знову продовжити тренування, шукаючи нові способи повернутися до перегонів.
Брень і Дзень, власники компанії «Іржопхан», відправляють Блискавку до тренувального центру, який відкрився нещодавно. Прийшовши туди, Брень і Дзень кажуть йому, що вони продали свою компанію новому власнику Стерлінгу, який доручає йому працювати з тренером Крусом Раміресом. Блискавка стає нетерплячим через вправи, які Крус змушує його виконувати. Блискавка намагається використовувати високотехнологічний гоночний симулятор, але через те, що йому ще рано відчувати це обладнання, він втрачає контроль і врізається в екран.
Стерлінг говорить, що Блискавці доведеться забути про перегони. Замість цього Блискавка пропонує йому операцію: якщо він зможе виграти перші перегони у Флориді 500, він може продовжувати перегони за своїм бажанням; в іншому випадку він негайно піде на пенсію. Стерлінг погоджується і відправляє Крус працювати з ним сам на сам на найближчий пляж.
Замість того, щоб поліпшити свою максимальну швидкість для перемоги над Джексоном, Блискавка проводить більшу частину дня, допомагаючи Крус звикнути до перегонів на піску. Вони вирушають у «Громову Балку», де Док ганявся і перемагав у дербі, яке Крус врешті-решт виграє. Коли Блискавка бунтує через втрачений час, Крус каже, що хотіла брати участь у перегонах, коли вона була молодшою, але вона ніколи не починала перегони, бо інші автомобілі завжди були попереду неї. Вона їде, щоб наодинці повернутися назад до центру.
Побачивши новину про новий швидкісний рекорд Джексона, Блискавка телефонує Сирнику для отримання деяких порад. Сирник пропонує йому знайти наставника Дока, якого звуть Домкрат (Smokey). Блискавка кличе Крус назад, і вони їдуть до Томасвілля, рідного міста Дока, де зустрічаються з Домкратом і декількома старими друзями Дока. Блискавку починають тренувати з допомогою методів, якими він зможе перехитрити Джексона, а не перемогти його чистою швидкістю. Вихлоп каже, що, хоча Док ніколи не продовжував ганятися після аварії у 1954 році, він завжди був щасливим у підготовці Блискавки. Під час фінальних перегонів Блискавка починає згадувати про свою трощу і програє Крус.
На перегонах у Флориді Блискавка з подивом бачить, що старі друзі Домкрата і Дока підбадьорюють його. Стерлінг шукає Крус і наказує їй повернутися до тренувального центру, але Блискавка просить її повернутися назад і закінчити його перегони. Команда екіпірує її для перегонів, і дає їй свій номер, щоб вона могла зайняти його місце. На останньому заїзді Джексон таранить Крус в стіну, але вона робить над ним сальто й обганяє його, виграючи перегони. Блискавку і Крус оголошують переможцями. Крус йде з роботи Стерлінга і приймає пропозицію брати участь у перегонах за «Дайношось» (Dinoco).
Пізніше, у Радіаторному Раю, Блискавка і Крус проводять тренувальні перегони, використовуючи свої нові навички. Блискавка перефарбувався у гоночні кольори Дока, щоб вшанувати його пам'ять. «Дайношось» купив «Іржопхан» Стерлінга, а Блискавка вирішує продовжити перегони і тренувати Крус.
У сцені після титрів у Сирника дзвонить телефон. Він ненавмисно стукає по приймальній антені, і телефон вимикається.

## Озвучення
| Персонаж (оригінальне ім'я) | Оригінальне озвучення | Український дубляж    |
| --------------------------- | --------------------- | --------------------- |
| Блискавка МакКвін           | Овен Вілсон           | Остап Ступка          |
| Сирник                      | Ларрі Кейбл Гай       | Юрій Коваленко        |
| Круз Рамірез                | Крістела Алонсо       | Ольга Гриськова       |
| Джексон Шторм               | Армі Гаммер           | Олександр Скічко      |
| Саллі                       | Бонні Гант            | Ольга Сумська         |
| Шериф                       | Майкл Волліс          | Володимир Нечепоренко |
| Сержант                     | Пол Дулі              | Костянтин Лінартович  |
| Наталі Точняк               | Керрі Вашингтон       | Марічка Падалко       |

## Виробництво
18 березня 2014 року на засіданні акціонерів компанії Disney її голова Боб Айгер оголосив про початок виробництва фільму «Тачки 3». 8 жовтня 2015 року проєкт отримав дату виходу в кінотеатрах — літо 2017 року.